# قشلاق غيلوان
قشلاق غيلوان هي قرية في مقاطعة خلخال، إيران. يقدر عدد سكانها بـ 109 نسمة بحسب إحصاء 2016.